# バルトロメオ・ヴィヴァリーニ
バルトロメオ・ヴィヴァリーニ（Bartolomeo Vivarini、1430年ころ - 1491年以降）は、イタリアの画家である。兄のアントニオ・ヴィヴァリーニ、甥のアルヴィーゼ・ヴィヴァリーニとともにヴェネツィア派の画家として働いた。

## 略歴
ヴェネツィアで生まれた。10歳ほど年上の兄、アントニオ・ヴィヴァリーニの助手として働いた。義理の兄弟であるジョヴァンニ・ダレマーニャも画家である。兄たちが1447年からパドヴァのオヴェターリ礼拝堂（La Cappella Ovetari）で、パドヴァ派を代表する画家になるアンドレア・マンテーニャらと一緒に仕事をした時、バルトロメオ・ヴィヴァリーニも加わっていたかどうかは議論されているが、ヴィヴァリーニ兄弟の作品にはマンテーニャの影響が見られるとする批評家がいる。
1450年頃、法皇ニコラウス5世の注文でボローニャのチェルトーザ記念墓地(Cimitero monumentale della Certosa di Bologna)のために製作された多翼祭壇画に日付と兄弟のサインが入れられていて、この作品にはゴシックのスタイルを多く残している。
1450年代の終わりには単独で仕事をするようになり、兄の工房を引き継ぎ、1480年ころに兄が亡くなった後は、兄の息子のアルヴィーゼ・ヴィヴァリーニを指導した。
フランドルで油彩の技法を学んできたアントネロ・ダ・メッシーナから油彩の技法を学んで1470年代に油絵を描いた最初のヴェネツィアの画家とされている。
1491年の日付のある作品が最後の作品で没年は知られていない。ヴィヴァリーニの工房は甥のアルヴィーゼ・ヴィヴァリーニが引き継いだ。

## 作品

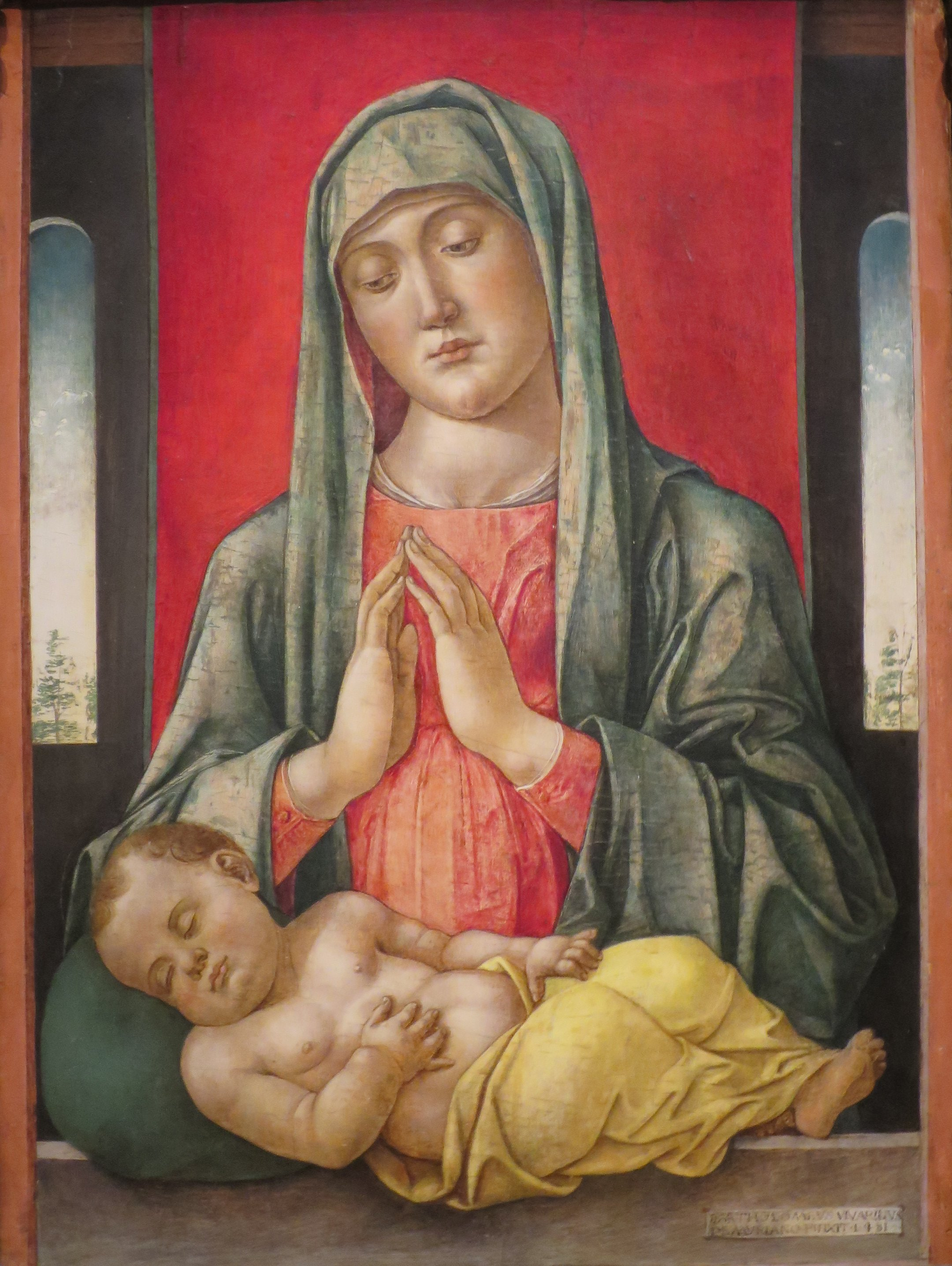
聖母子 (1471) サンフランシスコLegion of Honor美術館 蔵
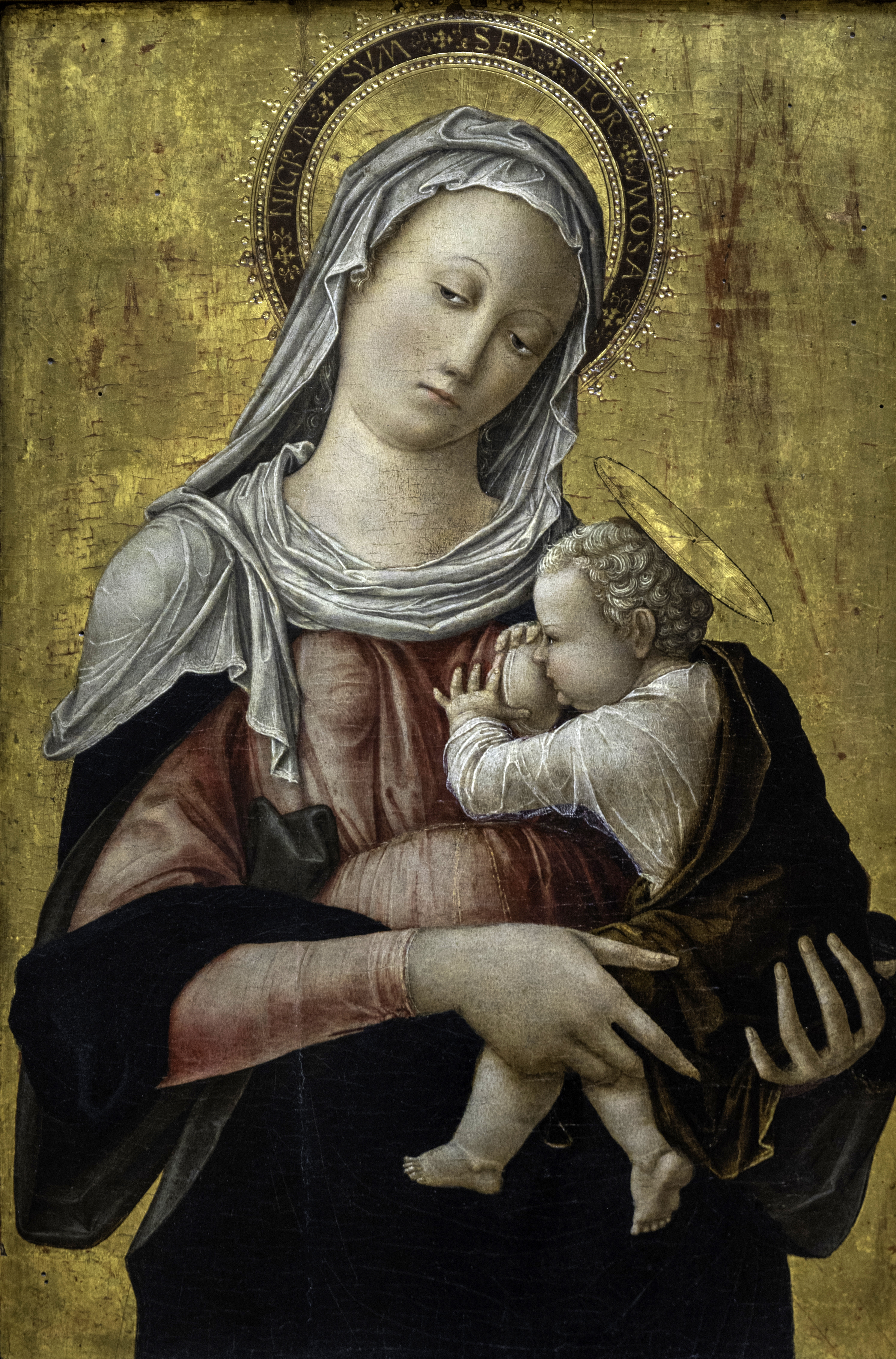
『授乳の聖母』 ルーブル美術館 蔵
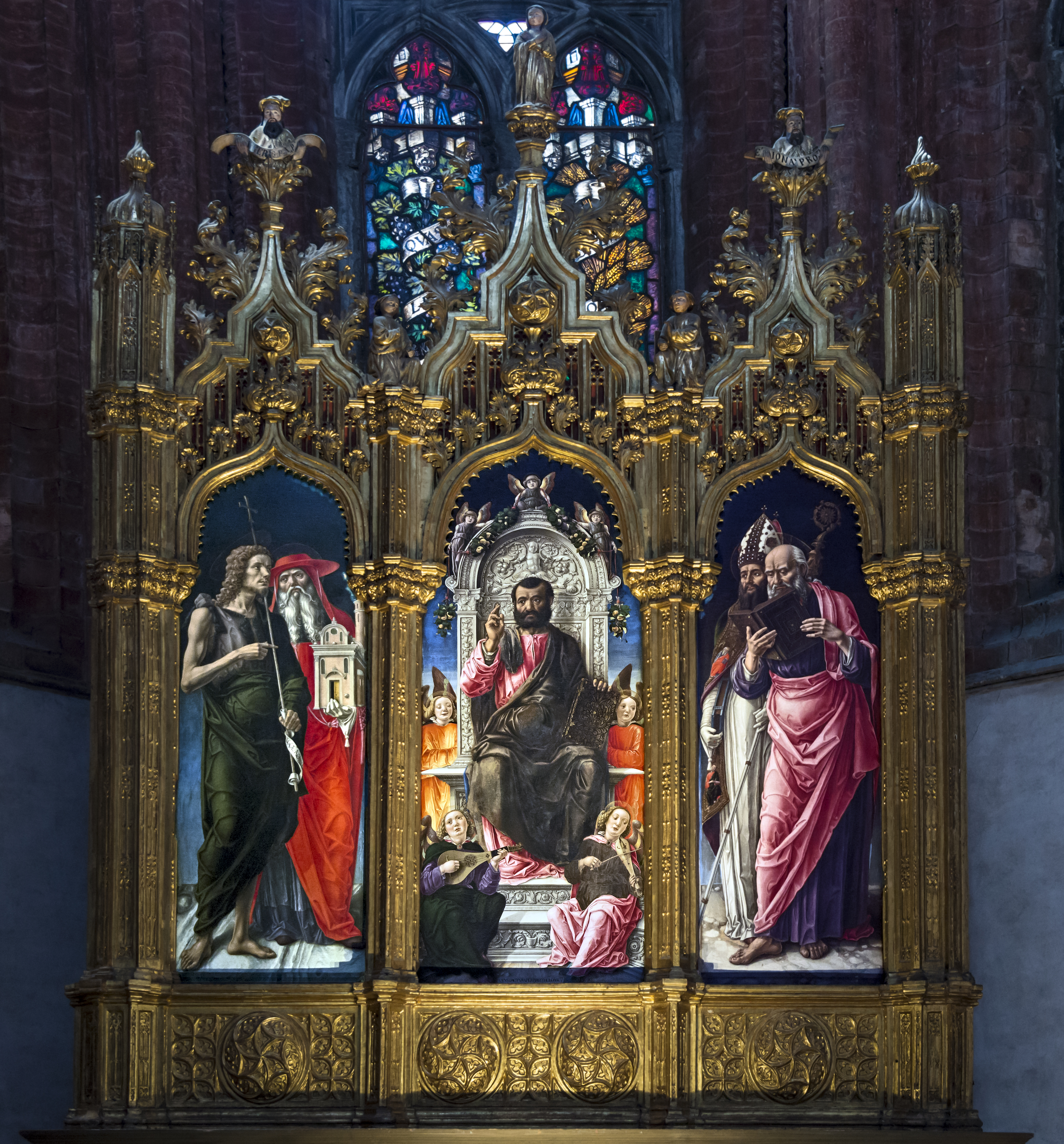
サンタ・マリア・グロリオーザ・デイ・フラーリ聖堂の装飾画
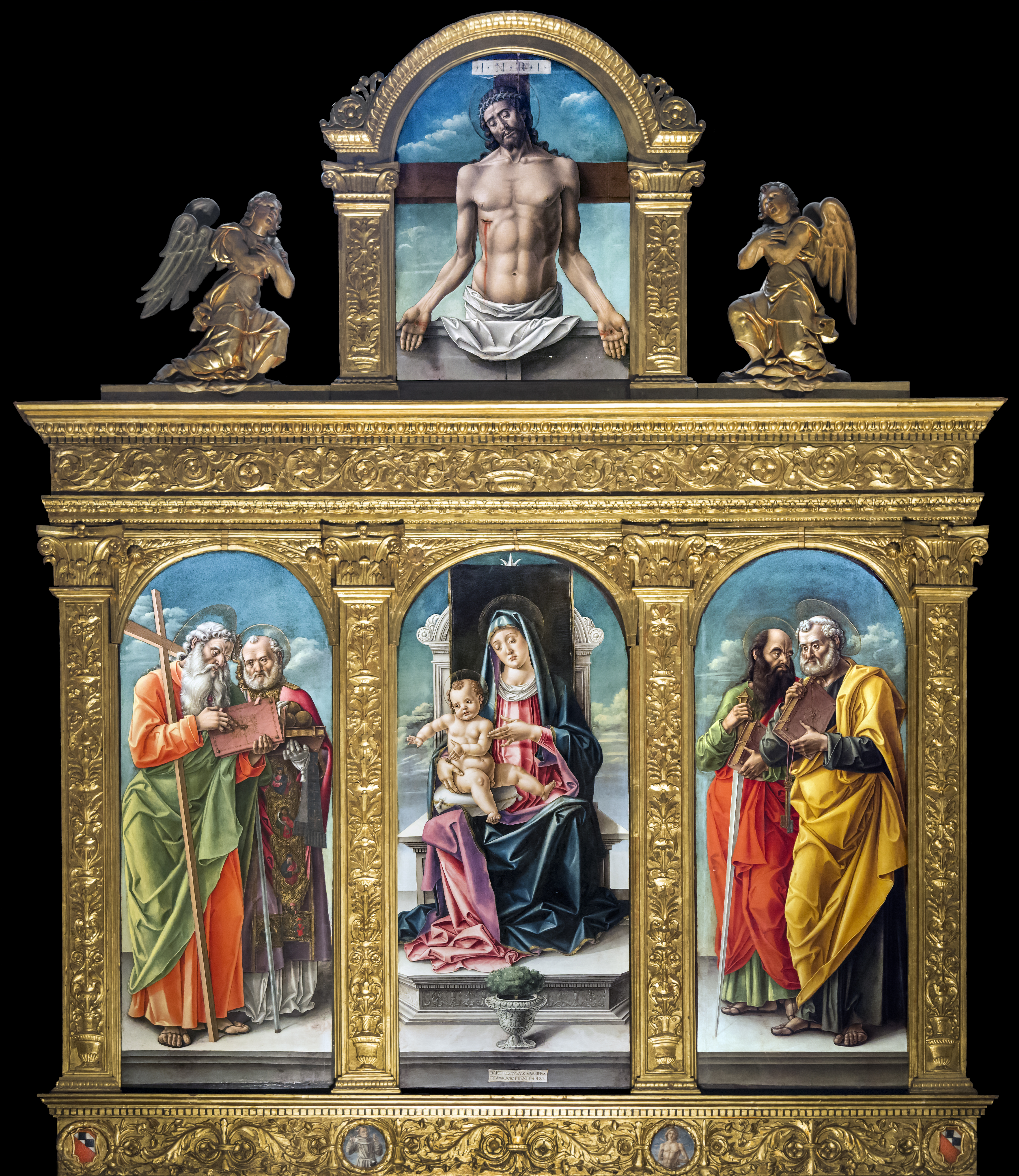
サンタ・マリア・グロリオーザ・デイ・フラーリ聖堂の装飾画